# Agrotis atlanta
Agrotis atlanta är en fjärilsart som beskrevs av Le Cerf 1933. Agrotis atlanta ingår i släktet Agrotis och familjen nattflyn. Inga underarter finns listade i Catalogue of Life.